# Josef Jiří Švec
Josef Jiří Švec (19. července 1883, Čenkov – 25. října 1918 Aksakovo) byl učitel tělocviku, sokolský pracovník, legionář a plukovník legií v Rusku.

## Biografie

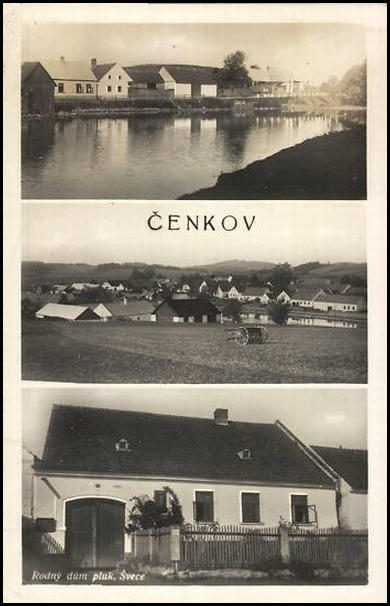
Čenkov, rodný dům plukovníka Josefa Jiřího Švece

Narodil se ve vesnici Čenkov u Třeště. V Třešti vychodil základní školu a poté nastoupil na gymnázium v Pelhřimově. Po absolvování gymnázia vystudoval učitelský ústav v Soběslavi, kde složil doplňovací zkoušky jako učitel tělocviku. Poté učil osm let na obecné škole v Třebíči. V Třebíči náležel vedle Jana Syrového a Jana Máchala k propagátorům sokolské myšlenky.
Roku 1911 byl vyslán třebíčským Sokolem do Ruska, šířit sokolské ideje. Zde působil jako učitel tělocviku na ekonomickém lyceu v Jekatěrinodaru na severním Kavkazu. Vzhledem ke špatnému zdravotnímu stavu (opakující se zimnice) byl nucen odejít na pobřeží Černého moře do města Gelendžiku, kde ho zastihla zpráva o sarajevském atentátu a samotný začátek války.
Po vypuknutí války nenastoupil do Jihlavy ke svému 81. pěšímu pluku, ale hlásil se jako dobrovolník do České družiny, která se organizovala v Kyjevě. Začínal jako velitel první čety, kde se podílel na provádění rozvědek. Během svého válečného tažení poblíž města Běrežnica přijal pravoslaví a dal si druhé jméno Georgij (nikoliv Jiří nebo Jurij). Pravoslaví přijalo více legionářů, především z politických důvodů.
Největší slávu si získal jako velitel osmé roty 1. střeleckého pluku. V červnu 1917 (podle ruského kalendáře 19. června, dle našeho 2. července 1917) úspěšně bojoval se svou rotou v bitvě u Zborova. Po této legendární vítězné bitvě byl za hrdinství povýšen na poručíka a jmenován velitelem 3. praporu 1. pluku. Další boje, které J. Švec v postavení velitele 3. praporu se svými vojáky absolvoval, byla bitva o Kazaň, bitva o Penzu, bitva u Lipjag a dobytí Samary. Tyto boje již byly vedeny proti bolševikům, kteří zabraňovali v odchodu čs. legií z Ruska.

## Sebevražda

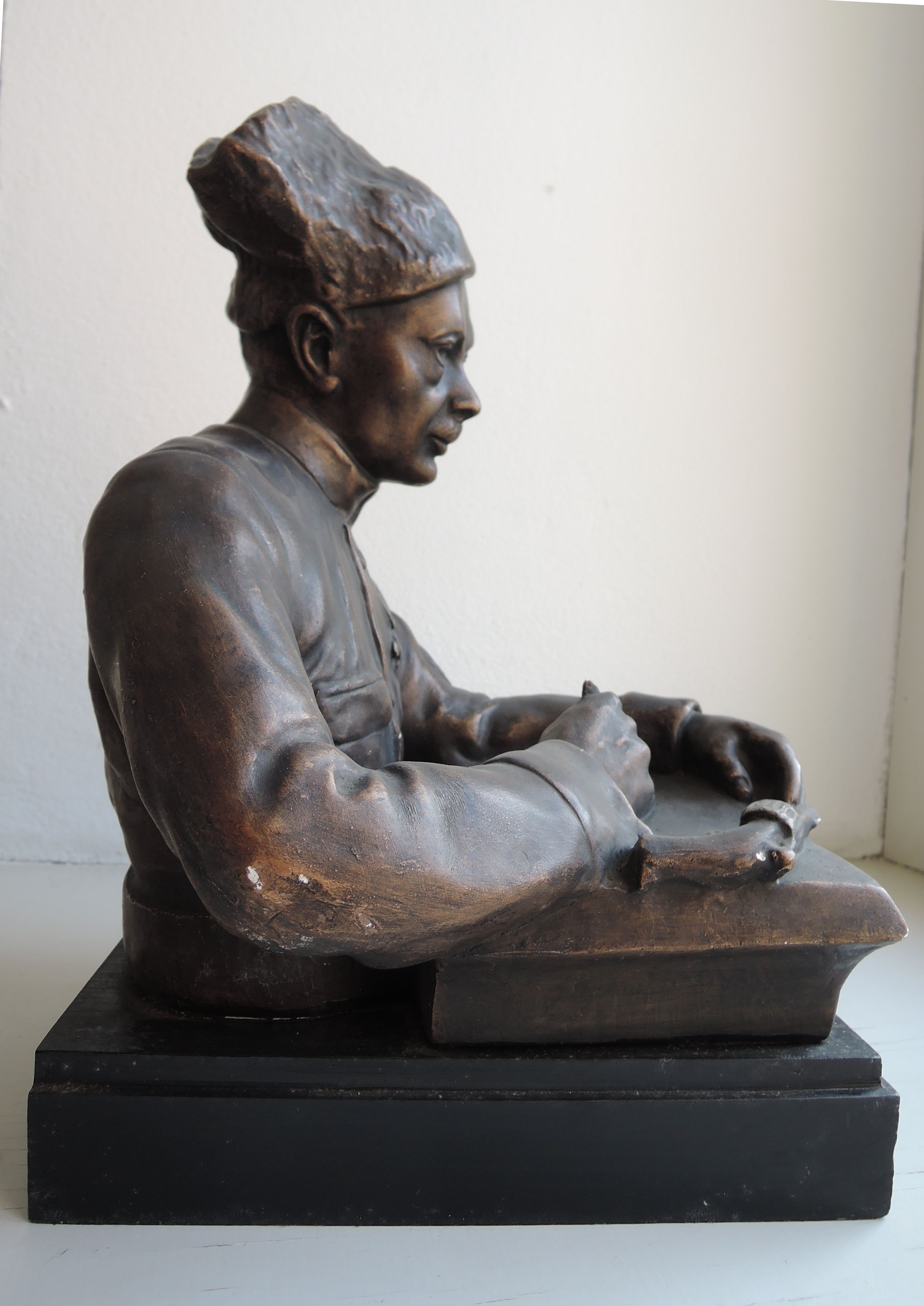
Vlastimil Amort (1880–1950): Poslední dopis/Poslední podpis, Národní muzeum

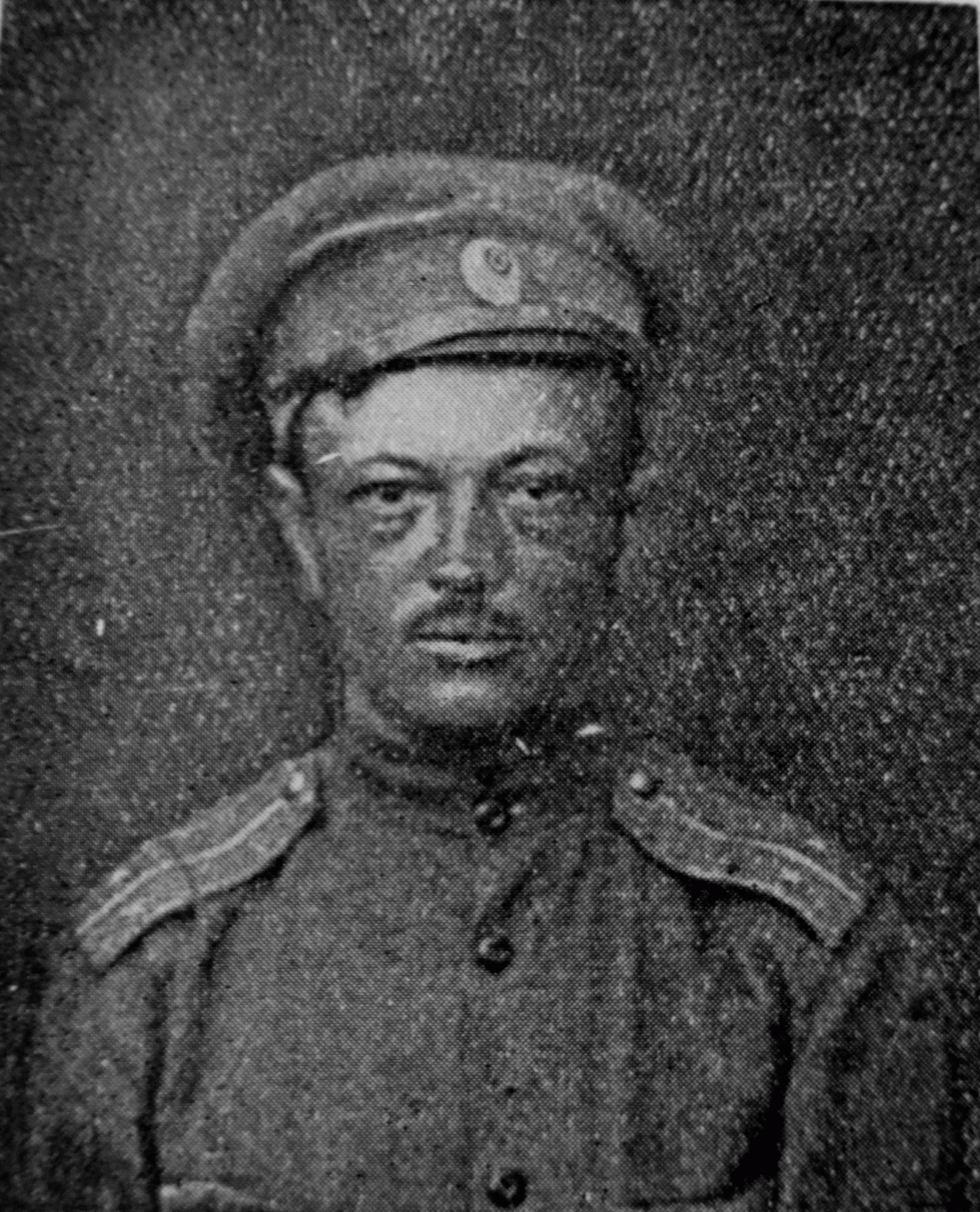
Josef Jiří Švec na ruské frontě jako jeden z prvních českých dobrovolníků - důstojníků

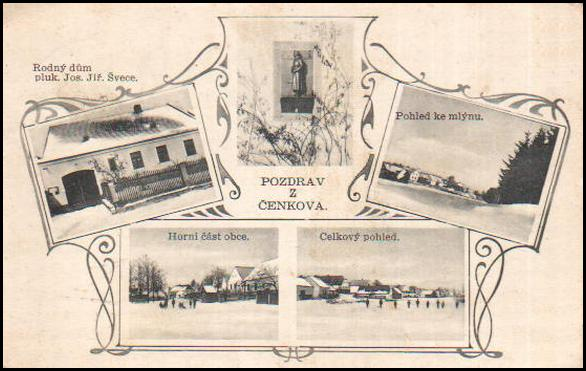
Rodný dům plukovníka Josefa Jiřího Švece v Čenkově

V srpnu 1918 byl povýšen na plukovníka a v polovině října se stal nejen velitelem pluku, ale i celé 1. divize. Poté, co mu 24. října 1918 ve stanici Aksakovo-Belebej jeho podřízení pod vlivem komunistického agitátora Jana Vodičky vypověděli poslušnost a odmítli splnit rozkaz vytlačit přesilu bolševiků z linie Buzuluk – Bugulma, spáchal ve tři hodiny ráno 25. října 1918 J. Švec sebevraždu (zastřelil se ve štábním vagonu), když zanechal dopis na rozloučenou. Smrt plukovníka Švece československými vojáky otřásla a ti nakonec rozkaz splnili.
Pohřben byl v Čeljabinsku 28. října 1918. Při likvidaci hřbitova, na jehož místě dnes stojí obytná čtvrť, se v roce 1933 podařilo sovětskou vládu přesvědčit k vydání ostatků plukovníka Švece do Československa. Ostatky byly exhumovány a přeneseny, společně s ostatky pplk. Karla Vašátka, do Památníku osvobození na Vítkově. Pohřbu se zúčastnilo na dvacet tisíc lidí. Za nacistické okupace byly na příkaz gestapa ostatky definitivně umístěny do rodinné hrobky v Třešti.

## Památky
- Bronzový pomník mu byl postaven v Praze „Na Pohořelci“ hledící na Pražský hrad v ose bývalých kasáren proti hlavní bráně. Autorem byl plukovníkův jmenovec, sochař Otakar Švec. Nacisté pomník za okupace odstranili a odeslali do Německa k roztavení. Po válce byl v Německu spojenci nalezen a vrácen do ČSR. Než mohl být znovu odhalen, došlo k uchvácení moci v Praze komunisty, kteří sochu nechali v roce 1949 definitivně roztavit. Kamenný sokl byl za války Němci uložen ve vokovické tramvajové vozovně, odkud byl odvezen k rozdrcení až v padesátých letech komunisty.[10] Obnovou pomníku se zabývá „Sbor pro obnovu pomníku Hrdinům od Zborova“. Zhotovený model byl v roce 2013 darován Muzeu T. G. Masaryka v Lánech, kde je vystaven.

- Další pomníky se nacházely v Českých Budějovicích, Jindřichově Hradci.

- V Třebíči byl odhalen pomník 25. října 2008. [11], v roce 2018 v Jindřichově Hradci[12]. Československý pěší pluk 29, který se nacházel v Jindřichově Hradci, získal čestný název „Plukovníka Josefa Jiřího Švece.“

- Socha poloviční postavy plukovníka Švece, píšícího dopis na rozloučenou na stolku s připraveným revolverem, byla vytvořena jako bozzetto z černě patinované sádry na přelomu roku 1919/1920 v několika exemplářích na objednávku Starodružiníků (má nápis na soklu). Nebyla realizována v bronzu. Autorem je ruský legionář a sochař Vlastimil Amort (1880–1950). Bozzetto je v depozitáři Lapidária Národního muzea v Terezíně.[13]

- K udržování tradice plukovníka Švece se přihlásil 29. československý pěší pluk se sídlem v Jindřichově Hradci[14], čestný název: „Plukovníka Josefa Jiřího Švece.“ Jmenuje se po něm i sokolská „župa Plukovníka Švece“, sdružující tělocvičné jednoty Sokola v oblasti Vysočiny.

- Pamětní desky plukovníka Švece se nacházejí v Čenkově[15] na jeho rodném domě a v Pelhřimově[16], na budově dnešní průmyslové školy, dříve gymnázia. Tato deska vyhotovená sochařem J. Šejnostem nese nápis: „Umřel, aby zvítězil“.

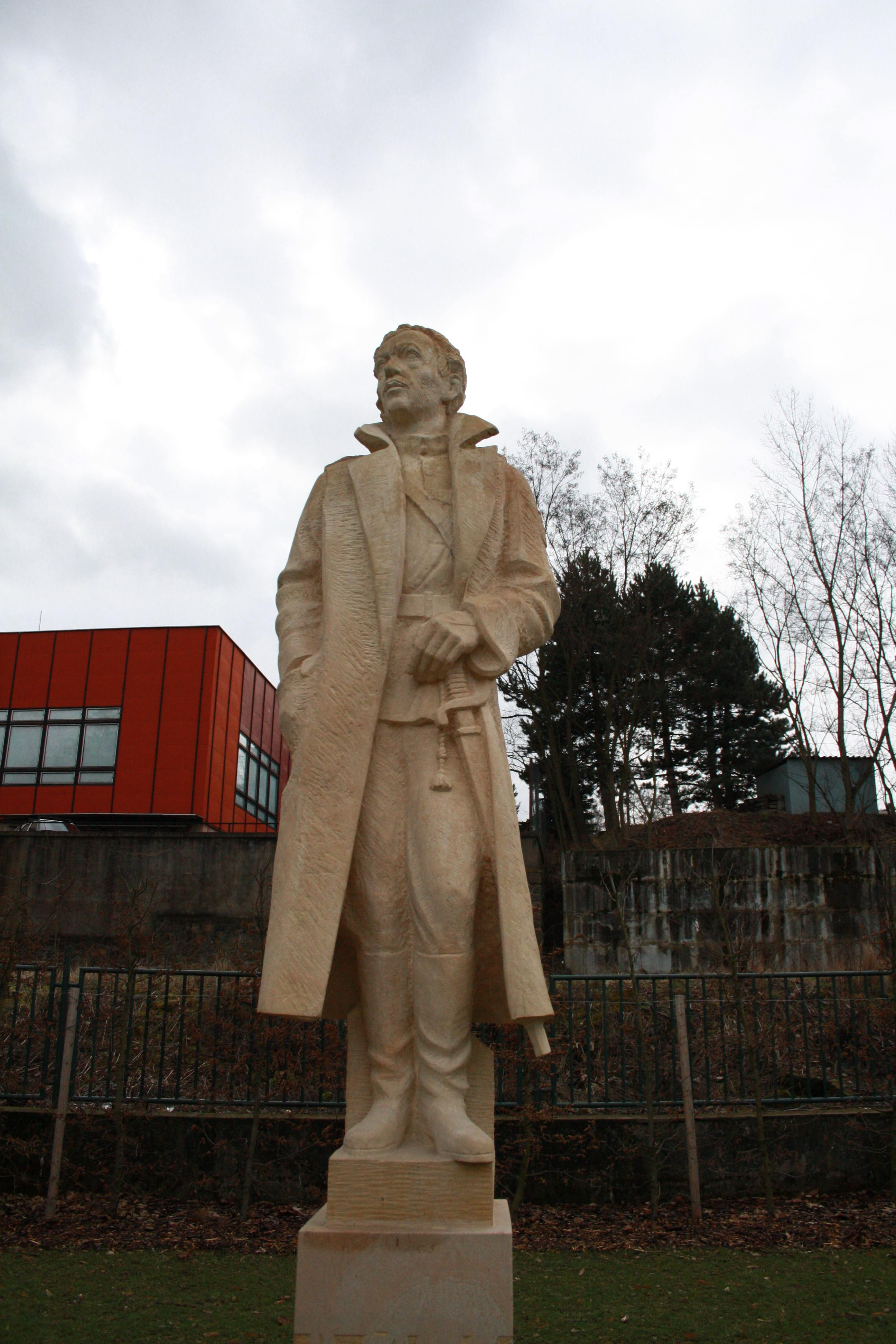
Jaroslav Šlezinger: Socha Josefa Jiřího Švece v Třebíči
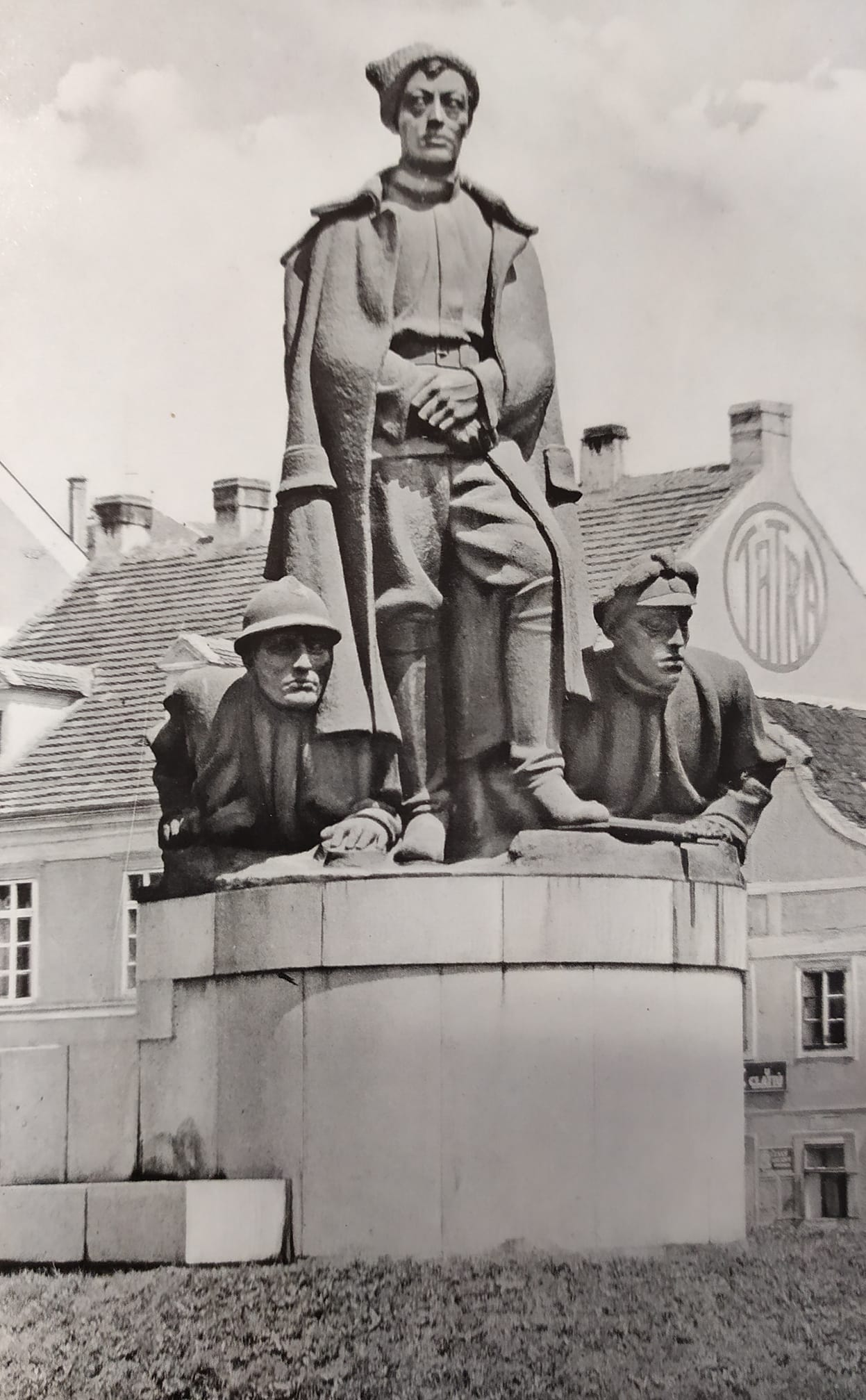
Otto Birma (1892–1953): Pomník Josefa Jiřího Švece v Českých Budějovicích (odhalen 1928, odstraněn 1939)
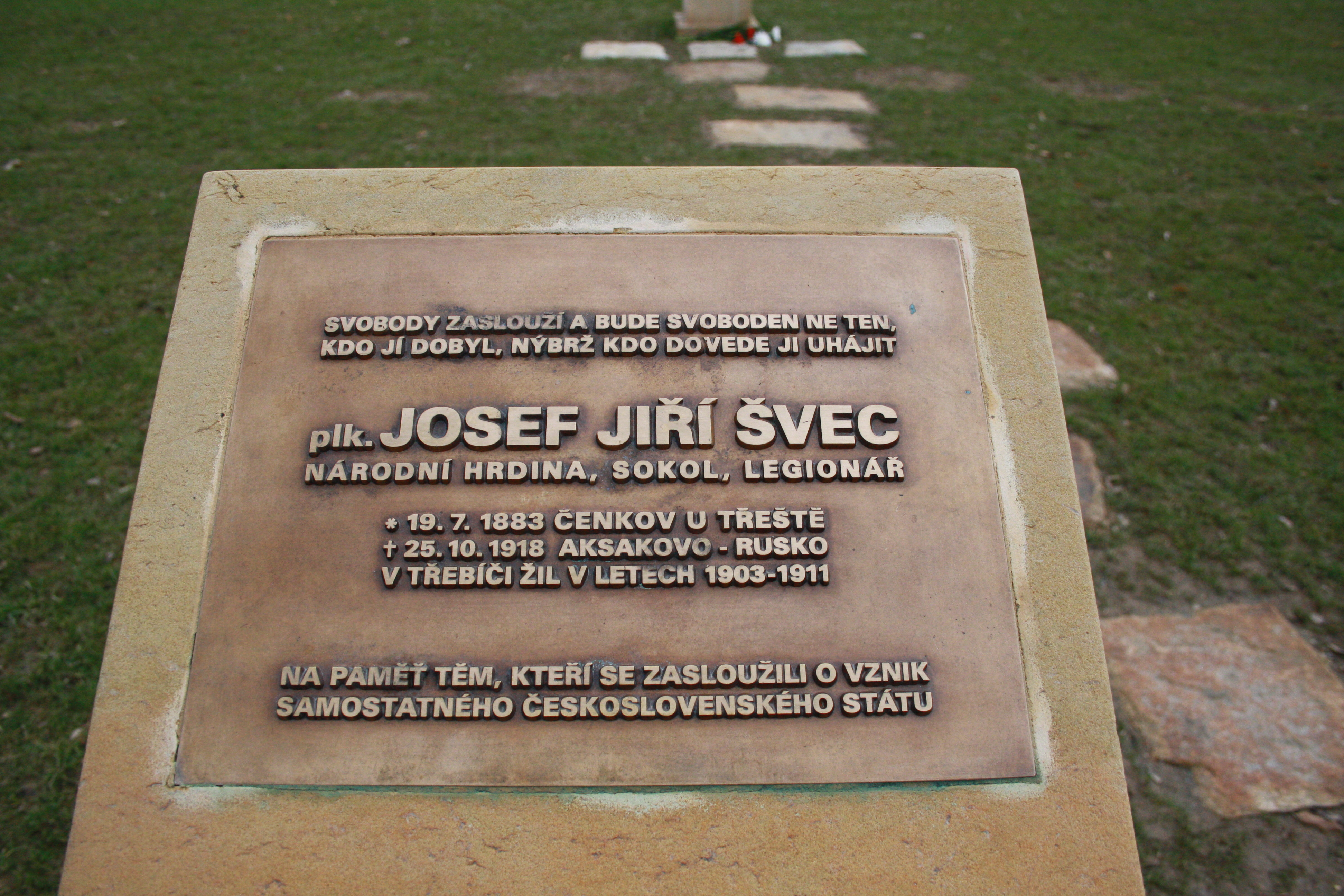
Pamětní deska Josefa Jiřího Švece (Třebíč)
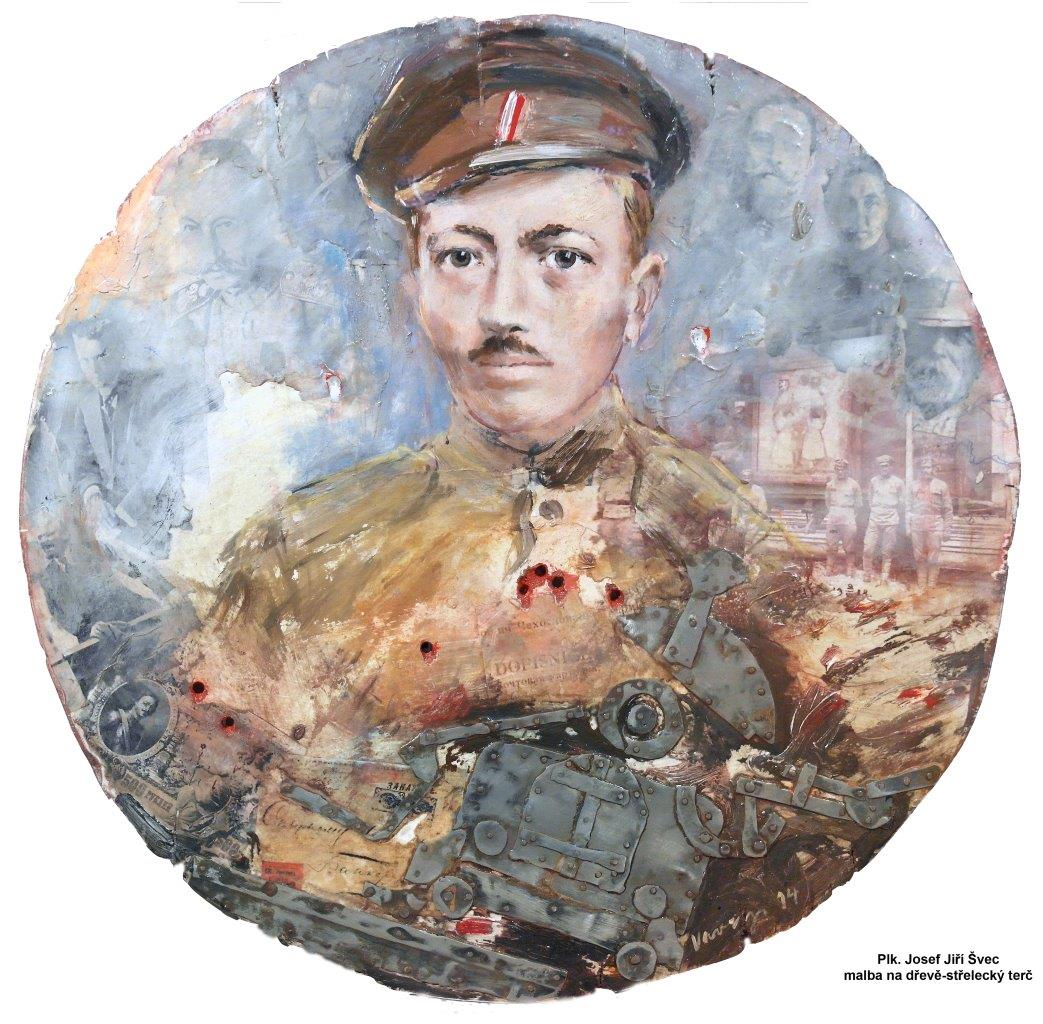
Pavel Vavrys: Plukovník Josef Jiří Švec, 2014 (malba na dřevě - kruhový „střelecký terč“ o průměru 60 cm; z cyklu Česká paměť)

## Deník
Plukovník Švec si v Rusku psal deník, který popisuje jeho první dny v České družině a je psán do doby bitvy u Zborova, kde deník končí. Po první světové válce vyšel několikrát, ale později byl zakázán.[kdy?][kdo?] Nejcennější jsou Švecovy zápisky z počátku války.
- Díl I. [18][19]
- Díl II. [20]

## Vyznamenání
- Řád sv. Stanislava, III. třída s meči a mašlí, 1915 (Rusko)
- Řád svaté Anny, IV. třída, 1916 (Rusko)
- Kříž Sv. Jiří [21], IV. stupeň, 1917 (Rusko)
- Řád sokola, s meči, 1923 in memoriam